# Ranunculus cordiger
Ranunculus cordiger Viv. – gatunek rośliny z rodziny jaskrowatych (Ranunculaceae Juss.). Występuje endemicznie na francuskiej Korsyce oraz na włoskiej Sardynii. 

## Biologia i ekologia
Rośnie na podmokłych łąkach i brzegach potoków. Występuje na wysokości od 800 do 1900 m n.p.m. Kwitnie od czerwca do lipca. Świeże części rośliny są trujące – zawierają protoanemoninę. 

## Ochrona
We Włoszech gatunek ten jest wymieniony w regionalnej Czerwonej Księdze Gatunków Zagrożonych. Został zaliczony do gatunków krytycznie zagrożonych. 